# Psychopterys
A Psychopterys a Malpighiales rendjébe és a malpighicserjefélék (Malpighiaceae) családjába tartozó nemzetség.

## Rendszerezés
A nemzetségbe az alábbi 3 faj tartozik:
- Psychopterys dipholiphylla (Small) W.R. Anderson & S. Corso
- Psychopterys multiflora (Nied.) W.R. Anderson & S. Corso
- Psychopterys rivularis (C.V. Morton & Standl.) W.R. Anderson & S. Corso